# Tjernitsa (vattendrag i Vitryssland, Minsks voblast, lat 54,05, long 28,31)
Tjernitsa (ryska: Черница) är ett vattendrag i Belarus.   Det ligger i voblasten Minsks voblast, i den centrala delen av landet, 50 km öster om huvudstaden Minsk.
Omgivningarna runt Tjernitsa är en mosaik av jordbruksmark och naturlig växtlighet. Runt Tjernitsa är det mycket tätbefolkat, med 1 573 invånare per kvadratkilometer.